# Taccocua leschenaultii
La malcoa sirkir o cuculo di Sirkeer (Taccocua leschenaultii Lesson, 1830), è un uccello della famiglia dei Cuculidae e unico rappresentante del genere Taccocua.
L'epiteto specifico è un omaggio al naturalista francese Jean Baptiste Leschenault de la Tour (1773-1826).

## Distribuzione e habitat
Questo uccello vive nell'Asia meridionale, dal Pakistan al Myanmar, compresi lo Sri Lanka, il Bhutan e il Nepal.

## Tassonomia
Taccocua leschenaultii talvolta viene inserito nel genere Phaenicophaeus.
Ha tre sottospecie:
- T. l. sirkee
- T. l. infuscata
- T. l. leschenaultii